# Green Lake (Wisconsin)
Green Lake település az Amerikai Egyesült Államok Wisconsin államában, Green Lake megyében, melynek megyeszékhelye is. Lakosainak száma 1001 fő (2020. április 1.).

## Népesség
A település népességének változása:

| 2010 | 960   |
| 2020 | 1 001 |